# Василюк Ігор Якович
Ігор Якович Василюк (нар. 20 серпня 1961, Макіївка, Сталінська область, УРСР  — пом. 9 серпня 2014) — радянський футболіст та український футзаліст, виступав на позиції захисника.

## Життєпис
Футбольну кар'єру розпочав у 1978 році у дублі донецького «Шахтаря» (Д). Протягом двох сезонів відзначився 4-а голами за «дубль гірників». Для отримання ігрової практики протягом цього періоду виступав за аматорський колектив «Холодна Балка» з рідної Макіївки. У 1980 році перейшов до друголігового черкаського «Дніпра», за яке провів 4 поєдинки у чемпіонаті СРСР. По ходу сезону був призваний на вйськову службу, яку проходив в друголіговому київському СКА, якому допоміг стати переможцем Другої ліги та вийти до Першої союзної ліги. По ходу сезону 1981 року повернувся до «Шахтаря», але, як і минулого разу, виступав за дубль «гірників». Для отримання ігрової практики змушений був покинути донецький колектив та перейти до друголігового сумського «Фрунзенця», за який провів 26 матчів. Наступного року повернувся до «Шахтаря» (Донецьк), але шансу проявити себе в першій команді знову не отримав, тому решту сезону відіграв в аматорському макіївському «Бажанівці». У 1984 році знову виступав у «дублі» донецького клубу, за який зіграв 5 матчів та відзначився 1 голом. Наступного сезону почав залучатися до матчів першої команди. Дебютував у футболці першої команди «гірників» 15 червня 1984 року в нічийному (1:1) домашньому поєдинку 15-о туру Вищої ліги проти київського «Динамо». Василюк вийшов на поле на 83-й хвилині, замінивши Ігора Петрова. Того сезону відіграв за «Шахтар» 5 матчів у Вищій лізі, 2 поєдинки — кубку сезону та 1 — кубку СРСР. Проте починаючи з сезону 1985 року знову був переведений до «дубля» донецького клубу, а по ходу сезону залишив «гірників» й перейшов до іншого «Шахтаря» з Горлівки, який виступав у Другій лізі чемпіонату СРСР. У цьому клубі став одним з ключових гравців, за два неповних сезонів у Другій лізі відіграв 90 матчів та відзначився 9-а голами. З 1988 років виступав за аматорський клуб «Угольок» (Макіївка).
Після отримання Україною незалежності перейшов у футзал. Виступав у складі одного з найстаріших футзальних клубів країни, «Вуглик» (Макіївка). У 1998 році завершив футзальну кар'єру.

## Досягнення
- Друга ліга чемпіонату СРСР
  -  Чемпіон (1): 1980